# Zbiralka
Zbiralka je debel kovinski trak (iz bakra ali aluminija), ki se uporablja kot električni vodnik za povezovanje različnih elementov v elektroenergetskih postrojih. Namenjene so prevajanju velikega toka.
Z večanjem debeline postanejo elementi zaradi kožnega pojava neučinkoviti, zato prevladujejo ploski. Običajno so v obliki trakov ali votlih cevi, saj takšne oblike najbolje odvajajo toploto.